# Ram Dass
Ram Dass (født Richard Alpert; 6. april 1931 – 22. december 2019), også kendt som Baba Ram Dass, var en amerikansk spirituel lærer, yoga guru, psykolog og forfatter. Hans bedst sælgende bog Be Here Now fra 1971 er blevet beskrevet af flere anmeldere som banebrydende, og hjalp til at popularisere østlig spiritualitet og yoga i Vesten. Han skrev eller var medforfatter til yderligere tolv bøger om spiritualitet i løbet af de næste fire årtier, herunder Grist for the Mill (1977), How Can I Help? (1985) og Polishing the Mirror (2013).
Ram Dass arbejdede sammen med Timothy Leary ved Harvard University i 1960`erne. De lavede sammen forskning i den psykoterapeutiske brug af psykedeliske stoffer som lsd. I 1967 rejste han til Indien, hvor den hinduistiske guru Neem Karoli Baba gav ham navnet Ram Dass

## Bøger
- Identification and Child Rearing (with R. Sears and L. Rau) (1962) Stanford University Press
- The Psychedelic Experience: A Manual Based on the Tibetan Book of the Dead (with Timothy Leary and Ralph Metzner) (1964) ISBN 0-8065-1652-6
- LSD (with Sidney Cohen) (1966) ISBN 0-453-00120-3
- Be Here Now or Remember, Be Here Now (1971) ISBN 0-517-54305-2
- Doing Your Own Being (1973)
- The Only Dance There Is (1974) ISBN 0-385-08413-7
- Grist for the Mill (with Stephen Levine) (1977) ISBN 0-89087-499-9
- Journey of Awakening: A Meditator's Guidebook (1978) ISBN 0-553-28572-6
- Miracle of Love: Stories about Neem Karoli Baba (1978) ISBN 0-525-47611-3
- How Can I Help? Stories and Reflections on Service (with Paul Gorman) (1985) ISBN 0-394-72947-1
- Compassion in Action: Setting Out on the Path of Service (with Mirabai Bush) (1991) ISBN 0-517-57635-X
- Still Here: Embracing Aging, Changing and Dying (2000) ISBN 1-57322-871-0
- Paths to God: Living The Bhagavad Gita (2004) ISBN 1-4000-5403-6
- Be Love Now (with Rameshwar Das) (2010) ISBN 1-84604-291-7
- Polishing the Mirror: How to Live from Your Spiritual Heart (with Rameshwar Das) (2013) ISBN 1-60407-967-3
- Walking Each Other Home: Conversations on Loving and Dying (with Mirabai Bush) (2018) ISBN 1-68364-200-7
- Being Ram Dass (with Rameshwar Das) (2021) ISBN 9781683646280